# Grielum cuneifolium
Grielum cuneifolium là một loài thực vật có hoa trong họ Neuradaceae. Loài này được Schinz mô tả khoa học đầu tiên năm 1902.